# 东方指蛛
东方指蛛（学名：Bathyphantes orientis）为皿蛛科指蛛属的动物。分布于日本以及中国大陆的吉林、河北等地，一般生活于土块、土缝间。该物种的模式产地在日本。